# باشگاه ورزشی تاج رشت
باشگاه ورزشی تاج رشت شعبه سازمان ورزشی و فرهنگی تاج در رشت بود. این باشگاه در ۱۳۳۷ تأسیس شد.

## رشته‌های ورزشی
این باشگاه در ۸ رشته ورزشی مردان و ۳ رشته زنان فعال بود. تیم‌های این باشگاه از قوی‌ترین تیم‌های استان گیلان محسوب می‌شدند و تیم‌های والیبال زنان، فوتبال، بسکتبال، دو و میدانی و تنیس روی میز مردان قهرمانی‌های زیادی در سطح باشگاه‌های گیلان کسب کردند. تیم کشتی تاج رشت قهرمان نیز ده سال قهرمان باشگاه‌های استان شد.

### فوتبال
تیم فوتبال تاج رشت در مرحله مقدماتی مسابقات جام منطقه‌ای ۱۳۵۰ حاضر بود اما در گروه ۳ تیمی سوم شد و از صعود به مرحله نهایی بازماند.

## سرنوشت
بعد از انقلاب ۱۳۵۷ و اشغال سازمان ورزشی و فرهنگی تاج کلیه شعبه‌های شهرستان‌های این سامان به تربیت بدنی‌های استان‌ها واگذار شدند و شعبه رشت نیز زیر نظر سازمان تربیت بدنی استان گیلان رفت.